# Hoefler & Co.
Hoefler & Co ist ein einflussreicher Schriftenhersteller in New York City. 1989 als „The Hoefler Type Foundry“ gegründet, arbeiteten von 1999 bis 2014 die beiden Designer Jonathan Hoefler und Tobias Frere-Jones zusammen als Hoefler & Frere-Jones (H&FJ). Nach dem Ausscheiden von Frere-Jones firmierte das Unternehmen seit 2014 als Hoefler & Co.
Tobias Frere-Jones entwickelte 1993 die Schrift Interstate. Sie basiert auf der Beschilderungsschrift der Federal Highway Administration. Eine weitere bekannte Schriftart von Hoefler ist Hoefler Text, welche im Mac OS X Panther (10.3) enthalten ist.
Im Januar 2014 verließ Frere-Jones das Unternehmen und reichte Klage ein, da nach seiner Darstellung Absprachen über die Aufteilung der Besitzverhältnisse nicht eingehalten worden seien. Hoefler wies in einem Statement die Anschuldigungen zurück und vermeldete zugleich die Umbenennung in Hoefler & Co.
Am 15. September 2021 verkündete Monotype Imaging die Übernahme von Hoefler & Co.

## Weblink
- Time Magazine Online: Way Beyond the Basic ABCs, abgerufen am 19. März 2010